# Bäuerle (Haisterkirch)
Bäuerle ist ein Weiler auf der Gemarkung Haisterkirch von Bad Waldsee im Landkreis Ravensburg in Oberschwaben.

## Lage
Bäuerle liegt auf dem Haisterkircher Rücken, rund 500 Meter nordwestlich von Ehrensberg, gut ein Kilometer südöstlich von Haisterkirch sowie rund drei Kilometer östlich von Bad Waldsee.

### Naturraum
Bäuerle liegt im Naturraum Riß-Aitrach-Platten (Naturraum-Nr. 41), der Großlandschaft Donau-Iller-Lech-Platte (Großlandschaft-Nr. 4) ist. Die Grenze zum Naturraum Oberschwäbisches Hügelland (Naturraum-Nr. 32), welcher zur Großlandschaft Voralpines Hügel- und Moorland (Großlandschaft-Nr. 3) gehört, verläuft etwa 1 Kilometer westlich.

### Hydrologisch
Bäuerle liegt im Gewässereinzugsgebiet der Osterhofer Ach, die über Umlach, Riß und Donau in das Schwarze Meer entwässert. Rund 1,5 Kilometer westlich des Ortes verläuft die Europäische Hauptwasserscheide.

## Verkehrsanbindung
Die Verkehrsanbindung für Bäuerle läuft über einen Gemeindeverbindungsweg, der Haisterkirch mit Ehrensberg auf dem Haisterkircher Rücken verbindet.

### Radverkehr
Bäuerle ist nicht direkt an das Radnetz Baden-Württemberg angeschlossen. Die nächstgelegenen Anschlüsse für Radfahrer sind:
- Etwa 1,1 Kilometer entfernt bei der Wendelinuskapelle, wobei dieser Weg teilweise über Schotter führt (ca. 1,1 km)
- Am Südlichen Ortsende von Haisterkirch (ca. 1,4 km)

### Öffentlicher Personennahverkehr
In Bäuerle gibt es keine regulären ÖPNV-Haltestellen. Es existiert jedoch eine Haltestelle für den Bürgerbus Bad Waldsee.
Der nächstgelegene Bahnhof ist in Bad Waldsee.